# Registán (Samarkand)

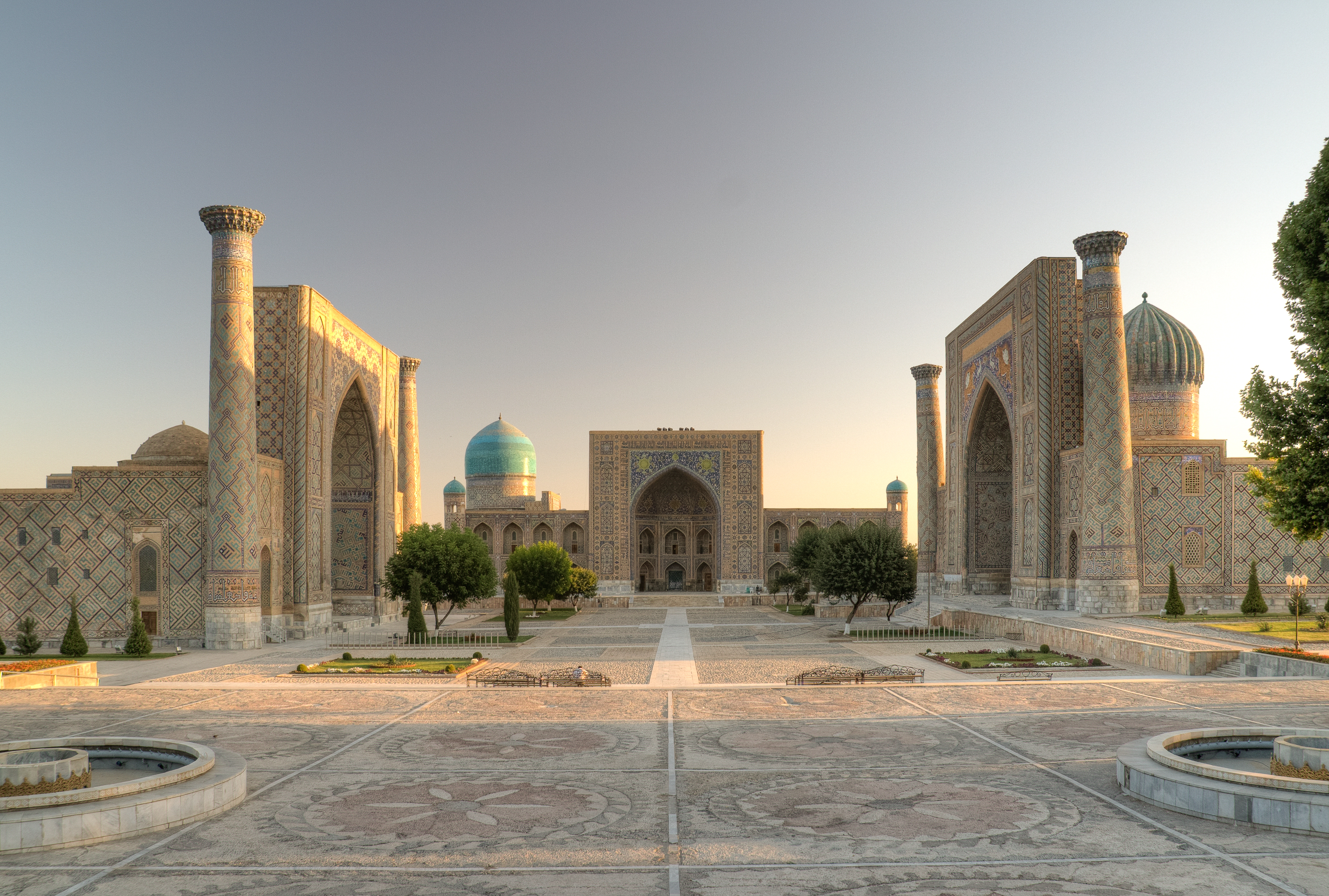
Náměstí Registán

Registán je náměstí a centrum v historickém městě Samarkand (nyní na území Uzbekistánu). Název Registán původně pochází z perštiny, v níž znamená "písečné místo" nebo "poušť". Ve středověku se na tomto náměstí shromažďovali lidé, aby vyslechli královské vyhlášky, ohlašované bušením do velkých měděných trubic (tzv. džarchis). Také se zde konaly veřejné popravy. Na náměstí se nacházejí tři klíčové stavby - tři islámské školy (madrasy) vystavěné v typickém islámském stylu. Nejstarší je Ulegbekova škola, která byla postavena již roku 1417. V roce 1618 byla postavena Šer Dór, 1646 Tilla-Kori. Vstupy do těchto škol jsou si velmi podobné, jsou vystavěny tak, že vytvářejí trojúhelník s veřejným prostranstvím uprostřed a tvoří tak jeden architektonický celek, který je dominantou náměstí Registán. Další stavbou na náměstí je mauzoleum královské dynastie Šajbanidů, poperštěné turko-mongolské dynastie, která starověkému Samarkandu vládla od 16. století, kdy vypudila předchozí timurskou dynastii, rovněž islámskou a turko-mongolskou. Právě její představitel Timur (Temerlán) náměstí začal stavět, jeho vnuk Ulugbek v nejstarší madrase na náměstí dokonce osobně učil, také dodnes nese jeho jméno. Ulugbek na škole přednášel astronomii, matematiku a filozofii a zde také vynalezl sextant. V mauzoleu na náměstí je pohřben i Muhammad Šajbani, zakladatel dynastie Šejbanidů a klíčová figura uzbeckého národního mýtu. Místo je tudíž významné i z hlediska nacionálního. (Temerlán je naopak pohřben v jiném mauzoleu v Samarkandu - Gur-i Emir). Poslední významnou stavbou na náměstí je kopulová stavba bazaru zvaná Čors (v perštině původně "křižovatka"), postavená již v 15. století. Dnes je v budově galerie.